# Cornelienkirche (Bad Wimpfen)

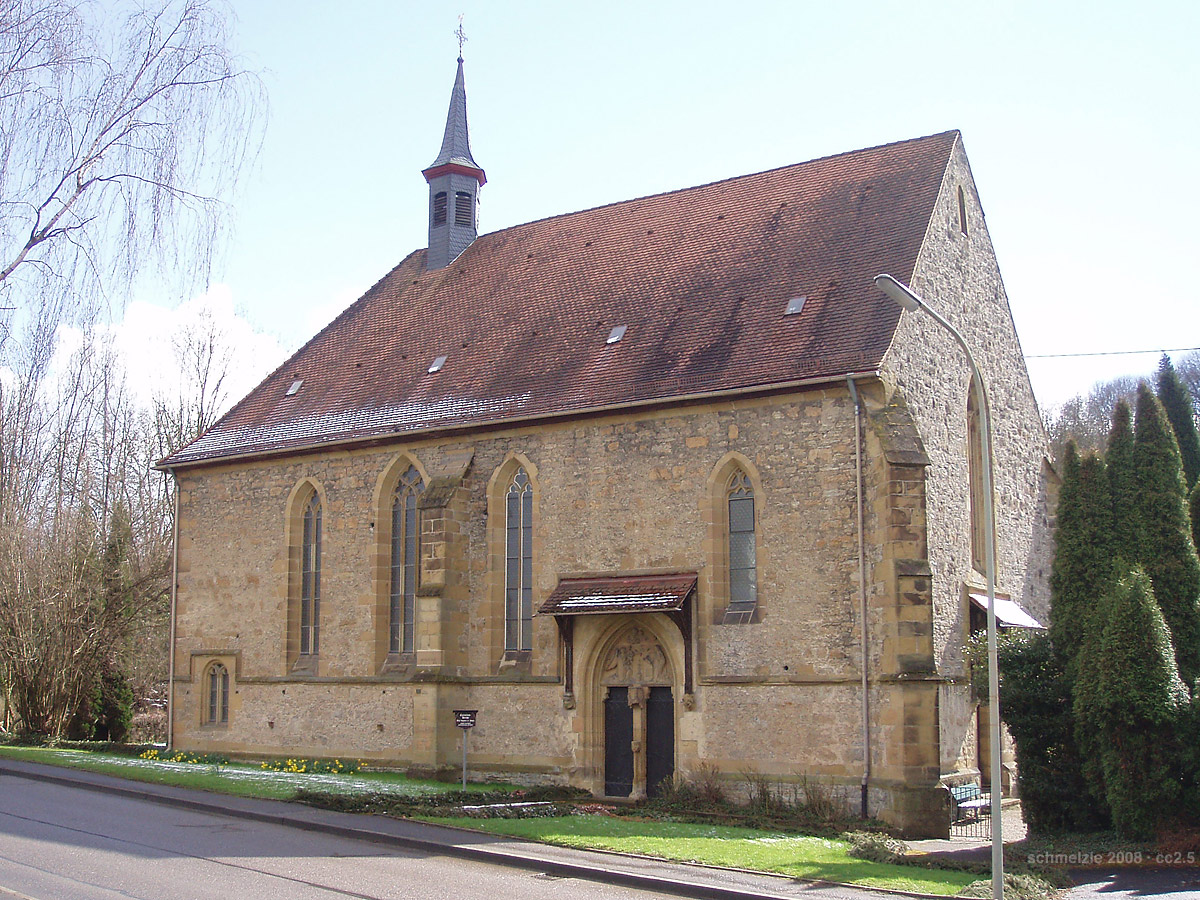
Cornelienkirche in Bad Wimpfen, von Norden gesehen

Die Cornelienkirche ist eine spätgotische evangelische Kirche in Bad Wimpfen. Sie wurde nicht, wie ihr Name vermuten lässt, ursprünglich dem Patrozinium des Cornelius, sondern der Maria unterstellt. Die ansonsten unscheinbare kleine Kirche zeichnet sich durch alte Wandmalereien im Inneren und ein kunstvolles Portal aus. Im Dreißigjährigen Krieg diente sie der Überlieferung zufolge als Hauptquartier Tillys während der Schlacht bei Wimpfen, weshalb sie im Volksmund auch Tillykapelle genannt wird.

## Lage

Die Cornelienkirche auf einem Plan von 1900 in den Grenzen des Römerkastells

Die Kirche befindet sich östlich des Stadtkerns von Wimpfen im Tal an der Landstraße Richtung Heilbronn, unmittelbar an der Brücke der Elsenztalbahn über die Straße. Sie liegt auf etwa 150 m Höhe und ist damit die tiefstgelegene evangelische Kirche Württembergs. Der nahe gelegene Neckar überschwemmte die Kirche immer wieder, zuletzt 1993. Seitdem wurden die Uferdämme verstärkt. Bei der Kirche befindet sich ein einstmals größerer Friedhof, auf dem früher die Einwohner des jenseits des Neckars gelegenen Ortes Jagstfeld begraben wurden.
Die Kirche liegt am einstigen Osttor des römischen Vicus von Bad Wimpfen. Vermutungen zufolge befand sich zur Zeit der Römer dort bereits ein Tempel. Die neuzeitliche Siedlung Wimpfen im Tal hat lange nicht die Ausdehnung der römischen Siedlung erreicht, so dass die Cornelienkirche bis weit ins 20. Jahrhundert außerhalb des Ortes lag, bevor sich dieser durch Wohn- und Gewerbebauung allmählich nach Osten über die Kirche hinaus ausdehnte.

## Geschichte

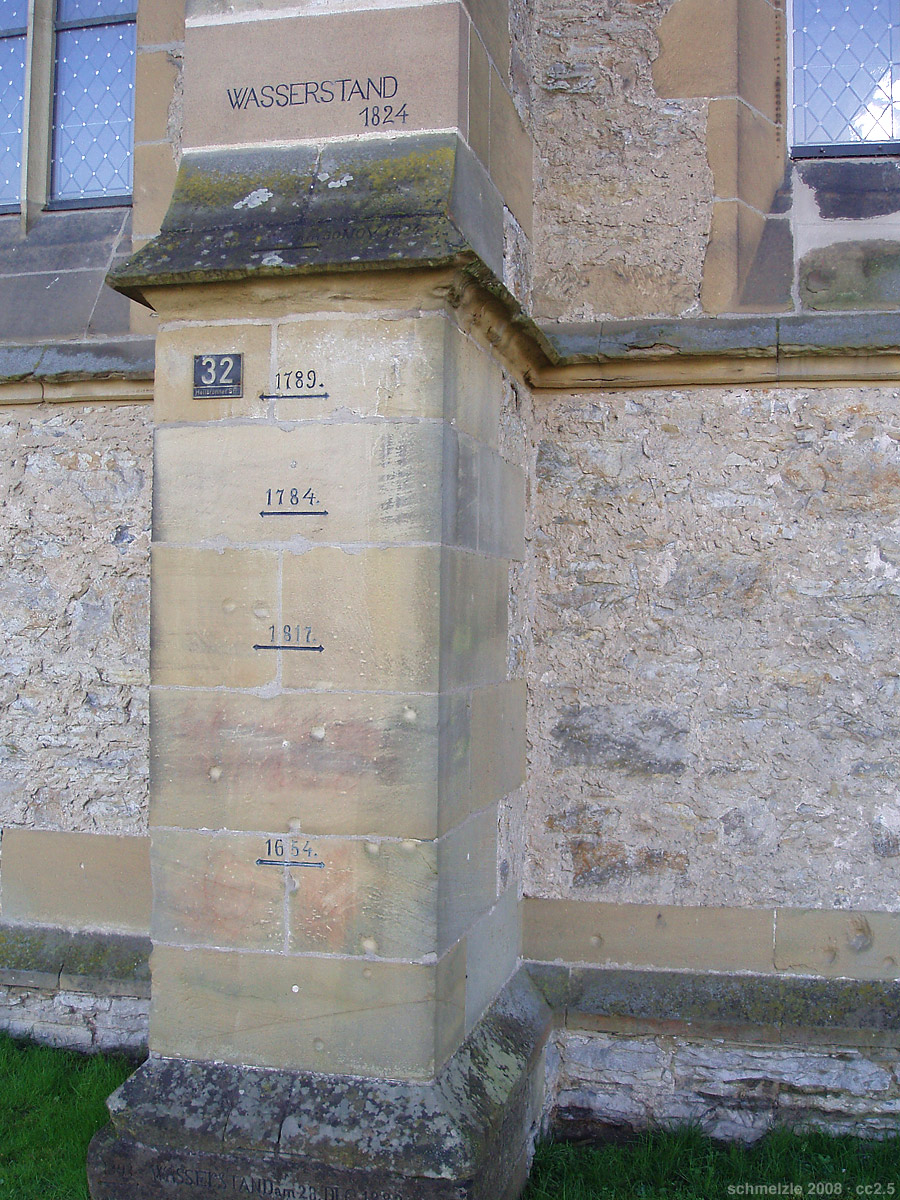
Hochwassermarken

Seit dem 14. Jahrhundert kommt eine Maria geweihte Kirche vor, die 1444 erstmals auch als Cornelienkirche bezeichnet wurde (alias ad Corneliam nominatae). Die heutige Kirche wurde einer Inschrift am Nordportal zufolge ab 1476 erbaut oder umgebaut; das Patronat hatte das Wormser Domkapitel inne. Es ist nicht sicher, woher der Name Cornelienkirche rührt; er ist nicht auf den heiligen Cornelius zurückzuführen. Vermutlich beruht er auf der in der Chronik des Dekans Burkard von Hall gegen Ende des 13. Jahrhunderts verbreiteten Überzeugung, der Name der römischen Ansiedlung beim Wimpfener Kastell sei Cornelia gewesen.
Seit 1584 befand sich das Gebäude in städtischem Besitz. Der Überlieferung zufolge befand sich Tillys Hauptquartier während der Schlacht bei Wimpfen am 6. Mai 1622 in der Cornelienkirche, hier soll er den Aufmarschplan der Schlacht entworfen haben. Die Kirche wurde mehrfach verwüstet und ab 1740 als Heuschober benutzt. Anfang des 19. Jahrhunderts war sie derart heruntergekommen, dass der Abbruch schon beschlossen war, dann aber doch nicht erfolgte. Zu Beginn des 20. Jahrhunderts wurde sie saniert und 1993 wieder vollständig instand gesetzt. Sie dient der evangelischen Kirchengemeinde Bad Wimpfen heute als weitere Kirche neben der Stadtpfarrkirche.

## Beschreibung

### Architektur

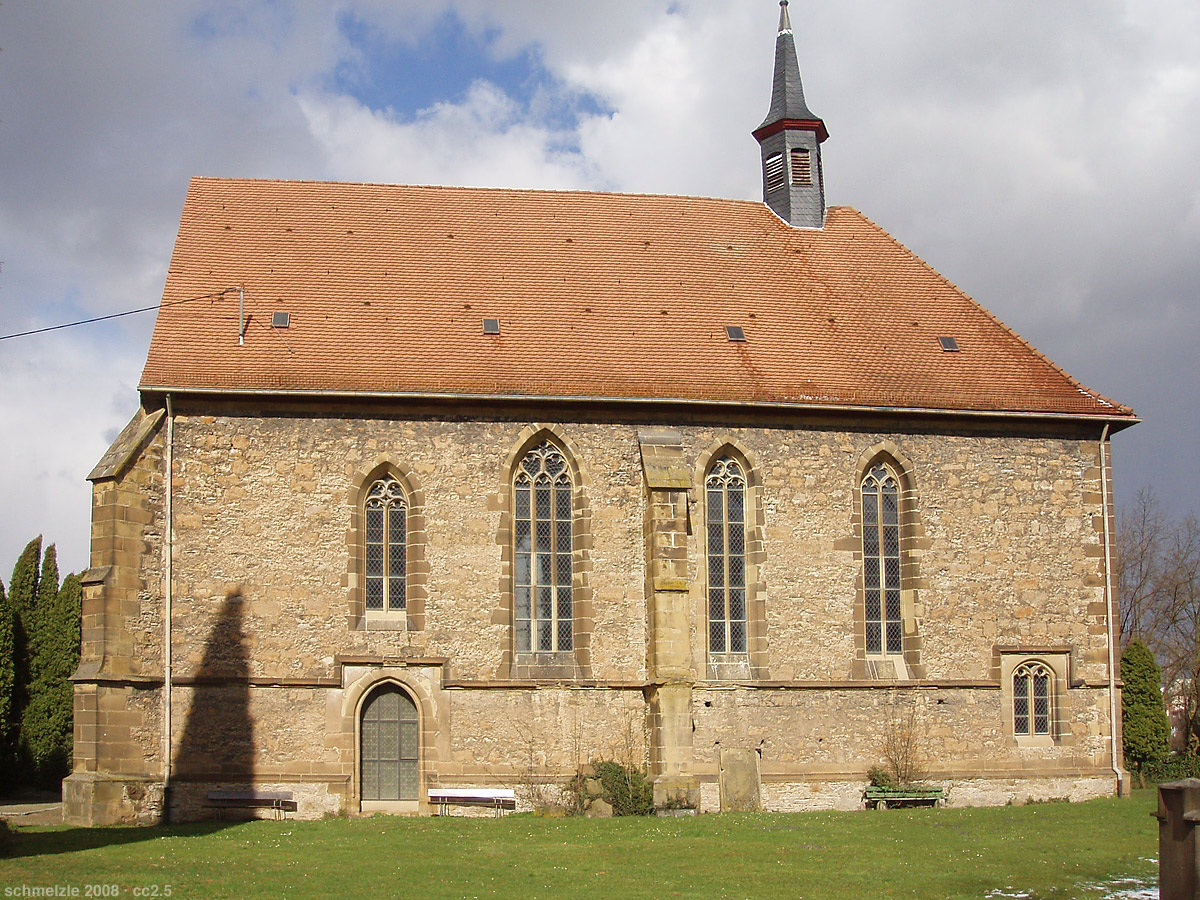
Cornelienkirche in Bad Wimpfen, von Süden gesehen

Bei der Cornelienkirche handelt es sich um eine aus unverputzten Bruchsteinen erbaute Saalkirche mit rechteckigem Grundriss. Die Längsseiten des Gebäudes werden von Fenstern und Strebepfeilern gegliedert. In der östlichen Giebelseite befindet sich ein vermauerter Chorbogen. Der eigentliche Chor, von dem Fundamentreste gefunden wurden, ist jedoch nicht mehr vorhanden oder wurde gar nie vollendet. Die Kirche verfügt über keinen Kirchturm, das Dach trägt nur einen kleinen Dachreiter.
Das Innere der Kirche ist geprägt von der Sanierung nach mehrfacher Verwüstung und jahrelanger säkularer Nutzung. Bis auf die steinerne Kanzel und in jüngerer Zeit an den Wänden entdeckte und freigelegte Fresken und Weihekreuze ist nichts von der ursprünglichen Innenausstattung der Kirche erhalten. Aus den niedrig sitzenden Fenstern der Ostecken wird auf das einstige Vorhandensein von Seitenaltären geschlossen. Die Kirche war einst auch von einem hölzernen, polygonal durchbrochenen Tonnendach überspannt, das bis in den Dachstuhl hineinreichte, jedoch gegen eine flache Holzdecke ersetzt wurde. Das Innere wurde in jüngerer Zeit unterteilt. Im Osten des Gebäudes nimmt ein großer Kirchenraum den größten Raum ein. Der Chorbogen wurde im oberen Bereich mit einem Christusmotiv verglast und erhielt ein Holzkruzifix über einem schlichten steinernen Altar. Links vom Chorbogen wurden zwei alte Grabplatten aufgestellt. Im Westteil des Gebäudes wurden unter der modernen Empore eine Vorhalle, Wirtschaftsflächen und in der Südwestecke eine kleinere beheizbare Seitenkapelle abgetrennt.

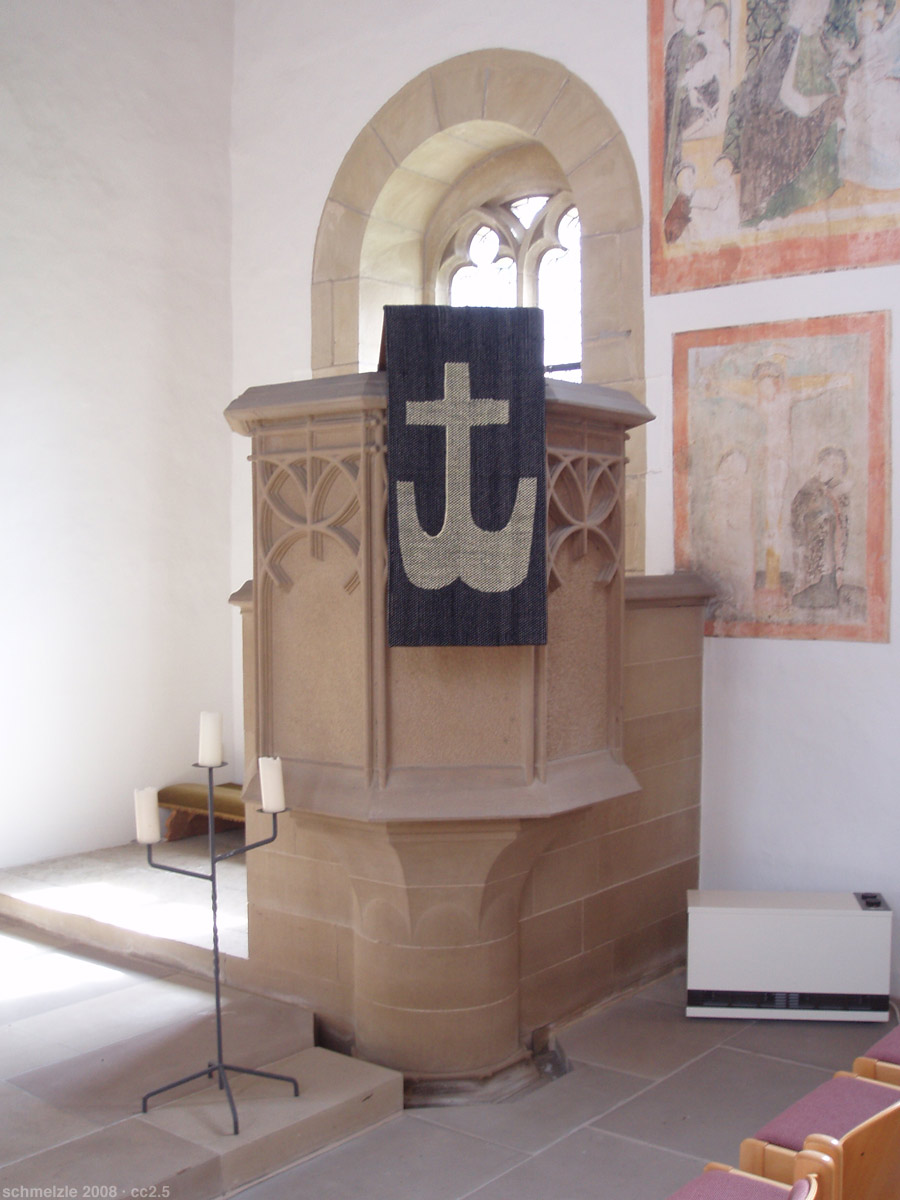
Kanzel
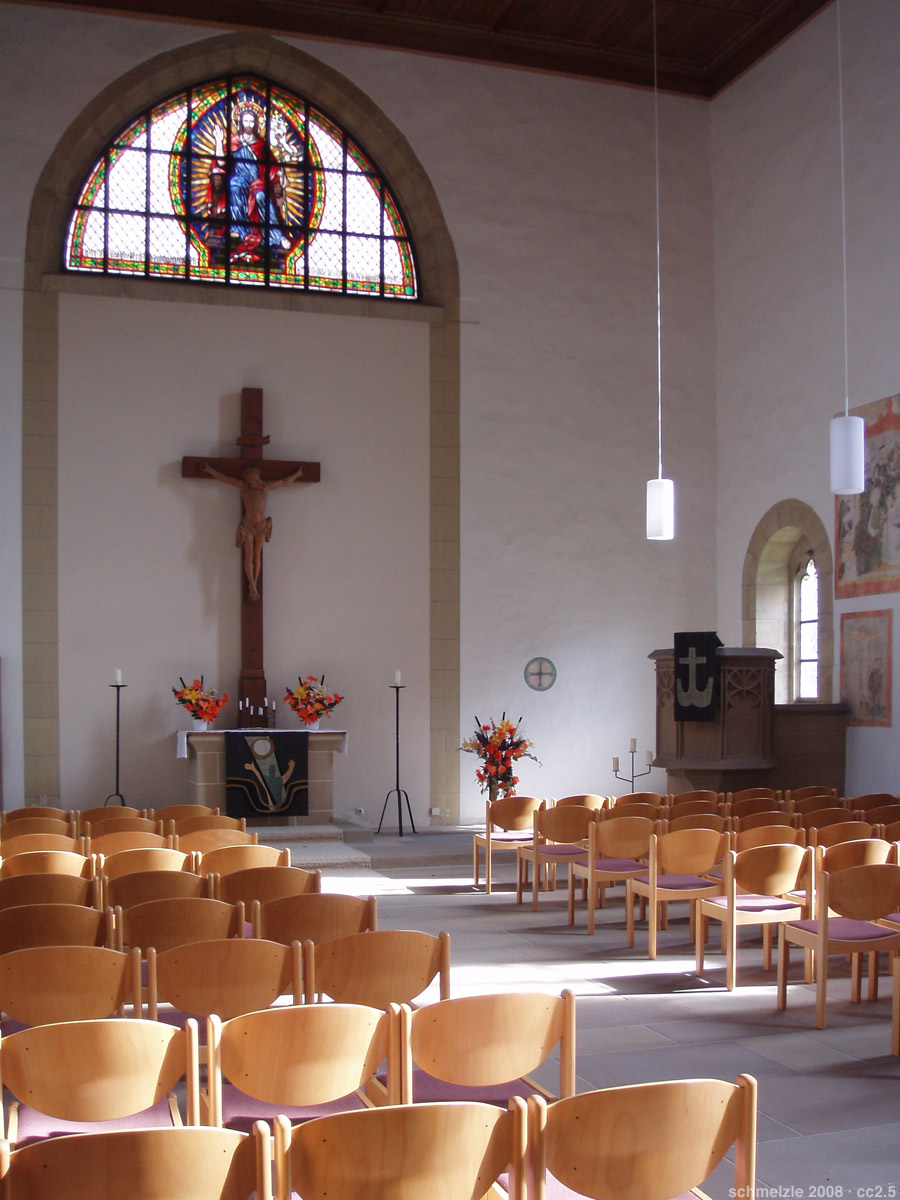
Kirchenraum, Blick zum Chorbogen
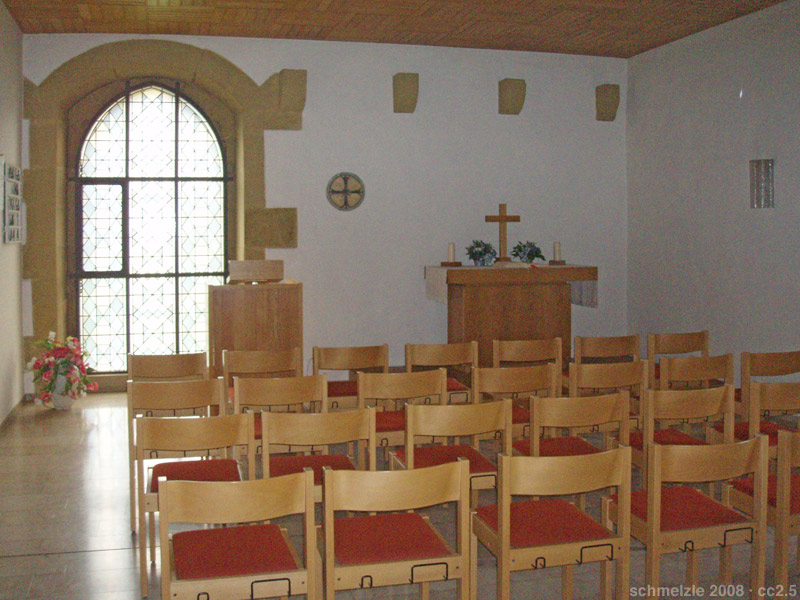
Seitenkapelle

### Nordportal

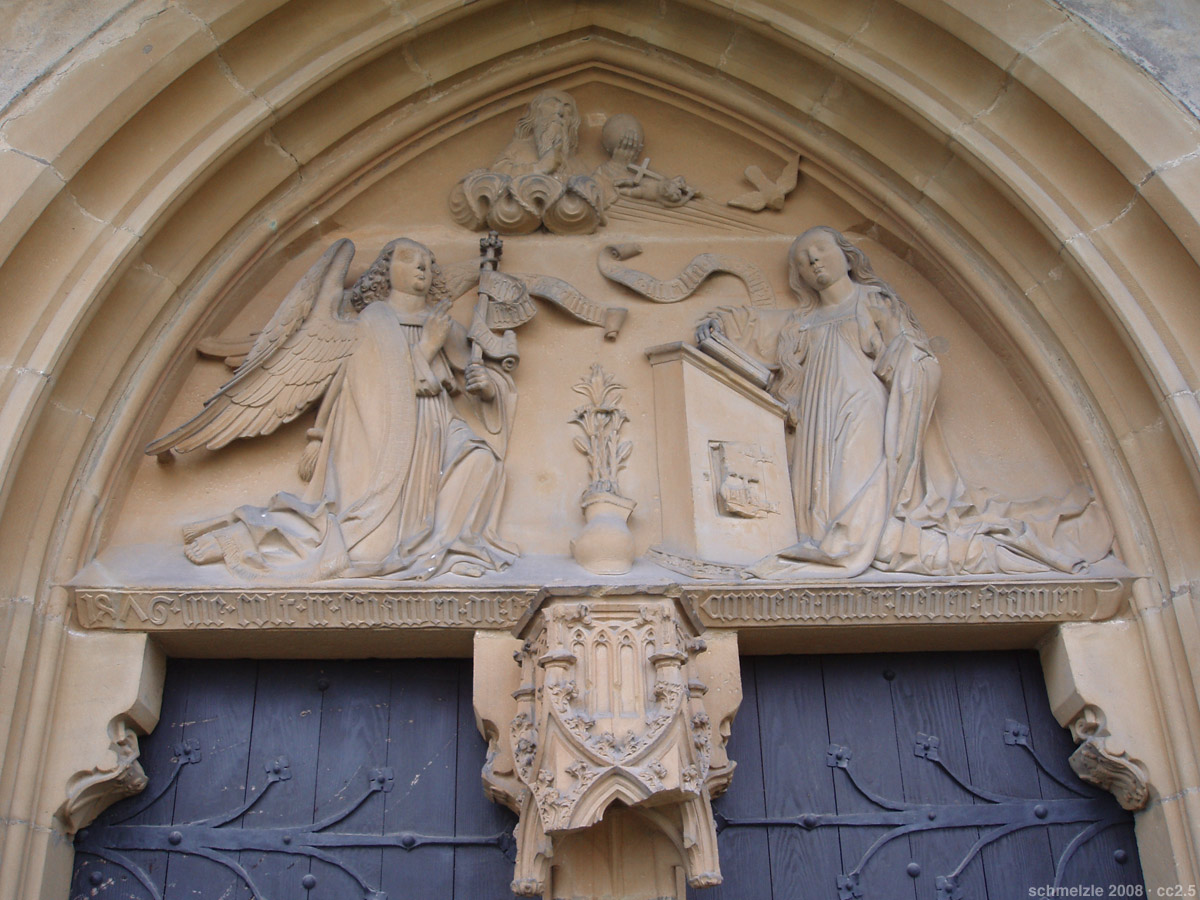
Detail des Nordportals mit Tympanon und Inschrift

Längs der Cornelienstraße liegt das aufwändig gestaltete Nordportal, dessen Tympanon in spätgotischer Reliefplastik die Verkündigung Mariens und darüber die Dreifaltigkeit darstellt. Im Türsturz unterhalb des Tympanons ist die Inschrift 1476 hie solt ir schawen die gan zu cornelia unser lieben frawen eingemeißelt. Der Spruch bedeutet in etwa: Hier sollt ihr die sehen, die zu Cornelia Unserer Lieben Frau gehen und könnte Hinweise auf eine einstige Wallfahrt geben. Den Pfeiler, der die beiden Türen des Portals trennt, schmückte vermutlich einst eine Marienstatue. Die Sockel für das Gebälk des wohl schon von jeher bestehenden Vordaches werden von Engelskonsolen gebildet, deren Spruchbänder verkünden (übersetzt) Im Jahre Christi eintausend vierhundert sechsundsiebzig ward der erste Stein gelegt. Das Portal wurde vermutlich von einer Wormser oder rheinischen Werkstatt nach dem Vorbild eines um 1470 entstandenen Reliefs im Speyrer Dom am Grabmal des Bischofs Siegfried III. von Venningen († 1459) geschaffen. Es wurde zuletzt 2004 konserviert.

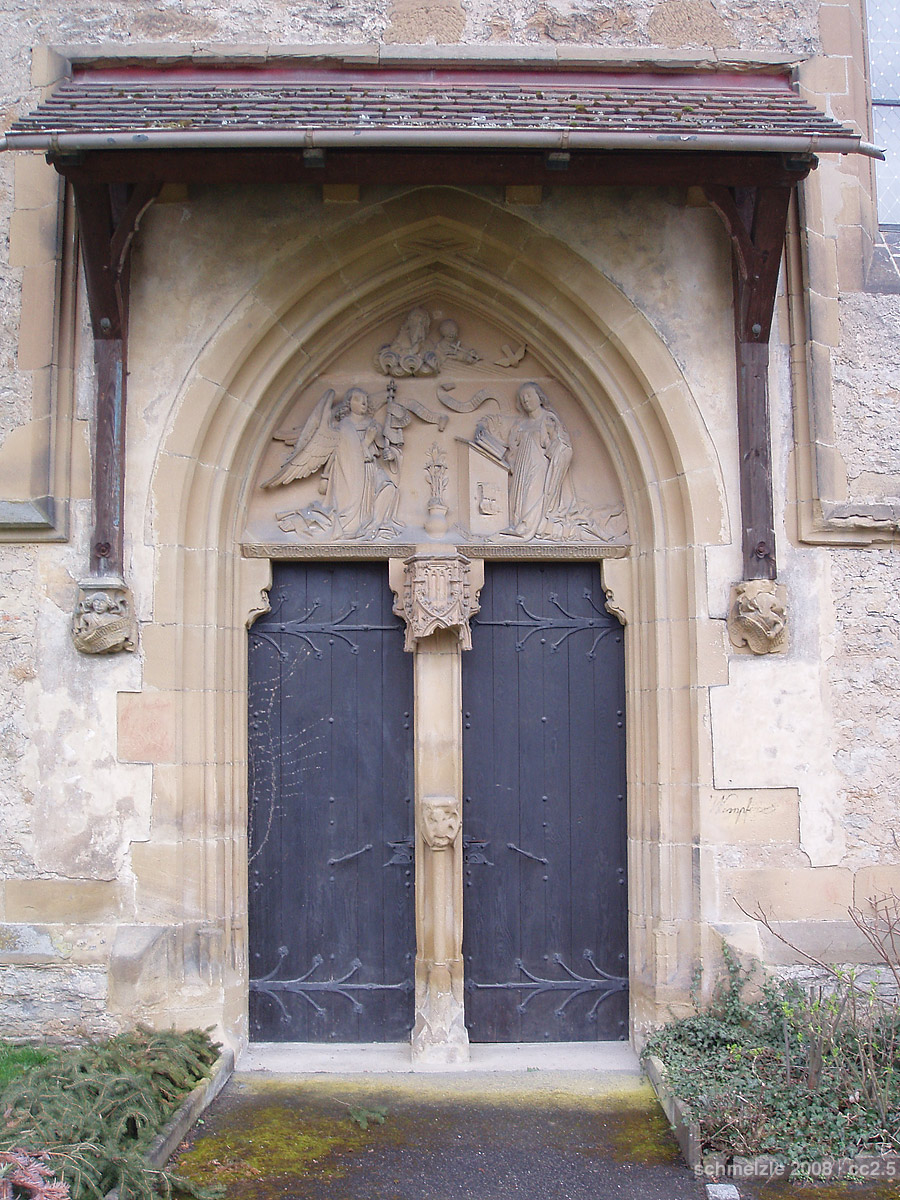
Nordportal
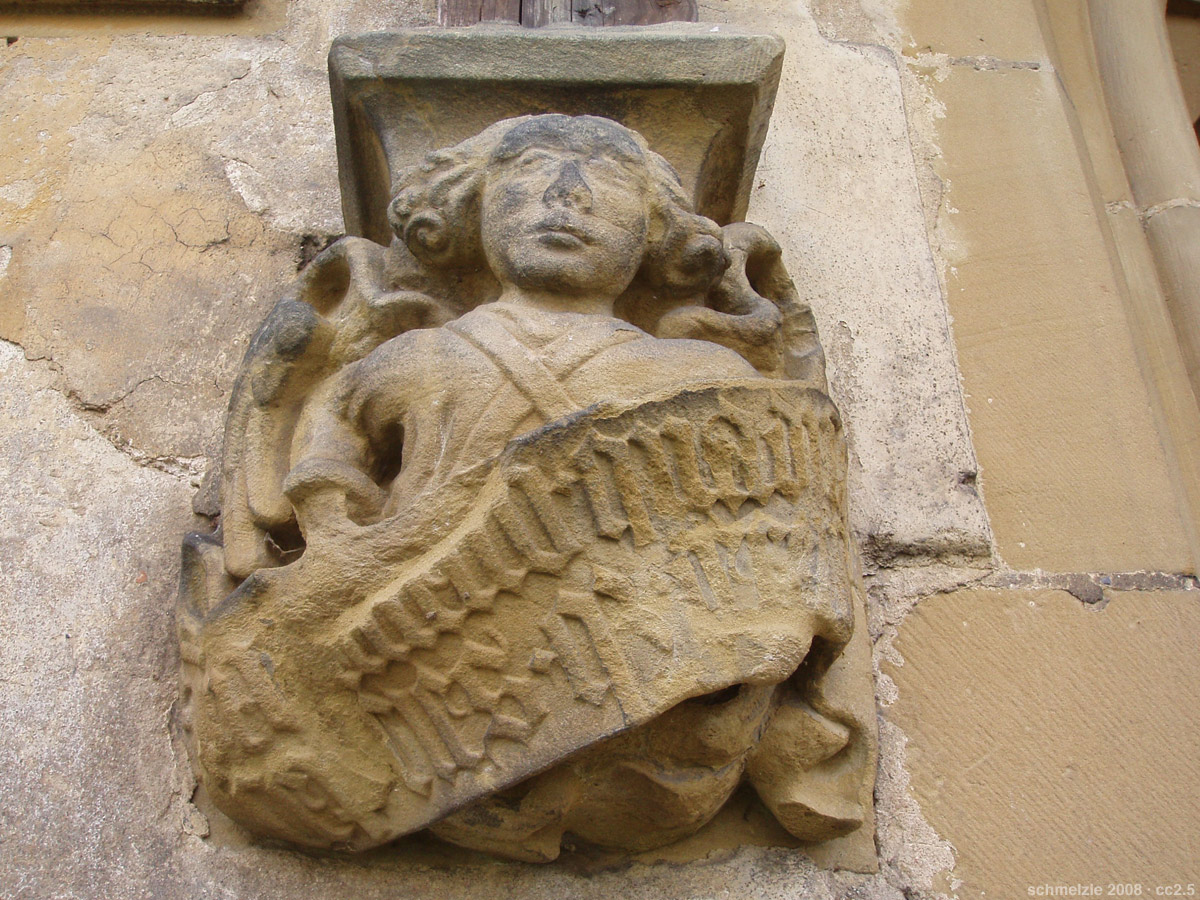
Engelskonsole links
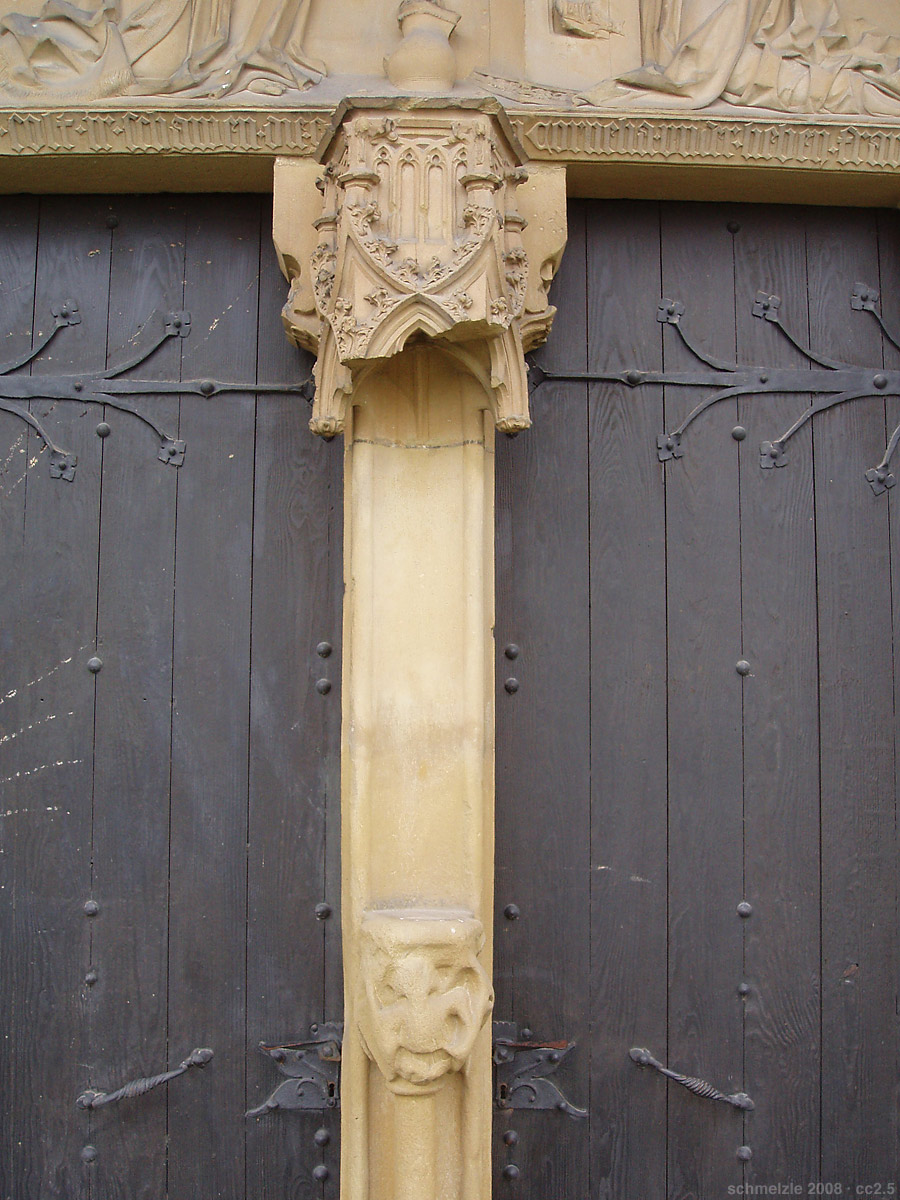
Mittelpfeiler mit Sockel einer Marienstatue
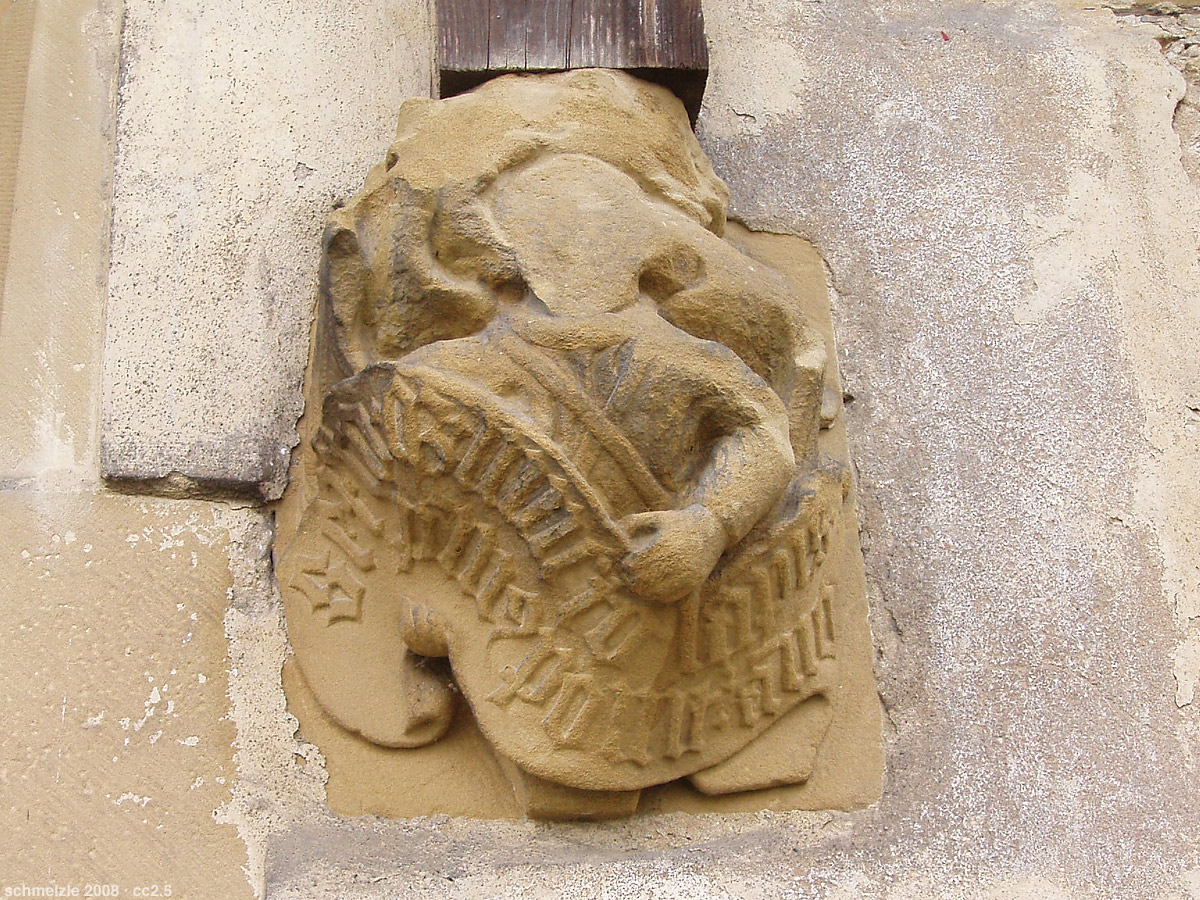
Engelskonsole rechts

Die darunter befindlichen vier Konsolen des Türsturzes sind jeweils mit einem Wappen verziert. Die Wappen repräsentieren die Stifter der Kirche, zu sehen sind die Wappen derer von Venningen, derer von Gemmingen-Neipperg, das Wappen der Stadt Wimpfen und das derer von Neuhausen.

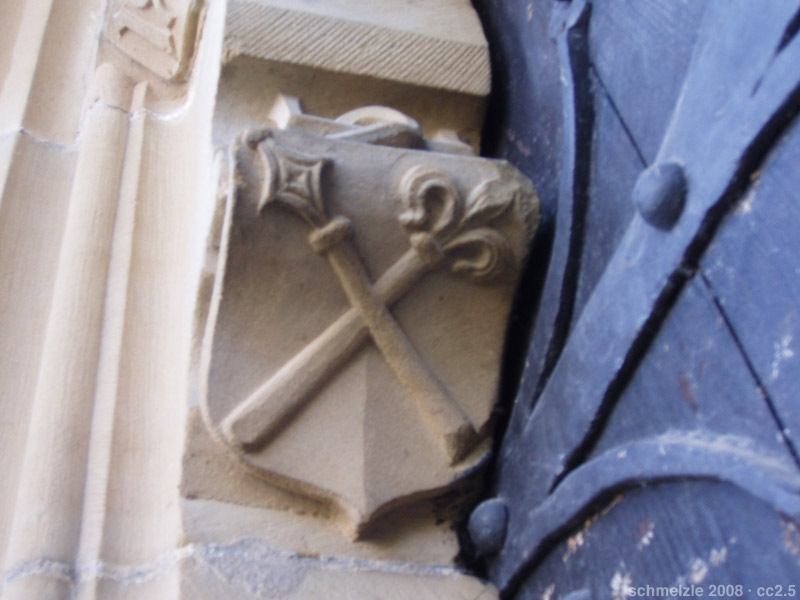
Wappen Venningen
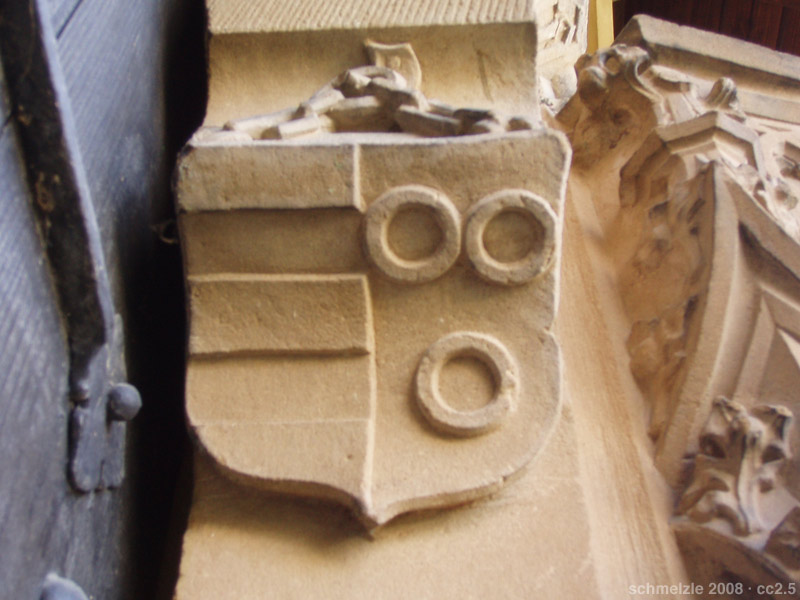
Wappen Gemmingen/Neipperg
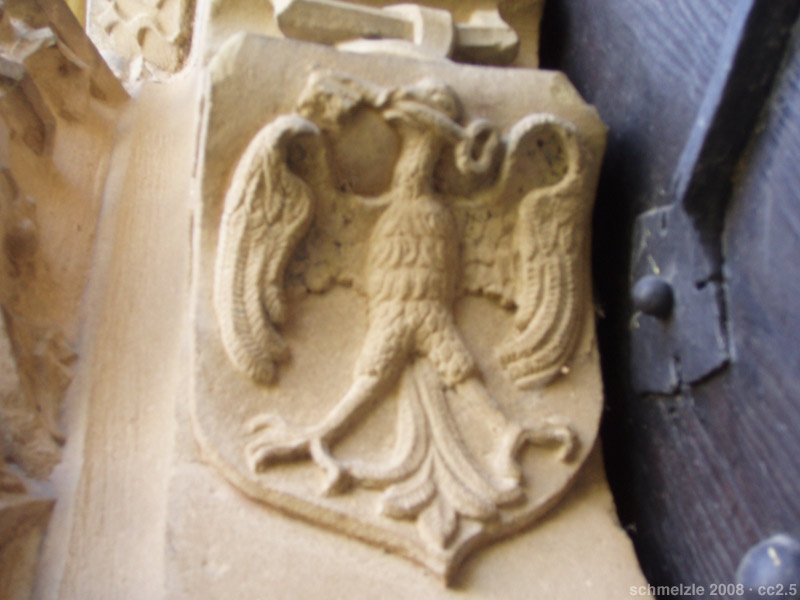
Wappen Stadt Wimpfen
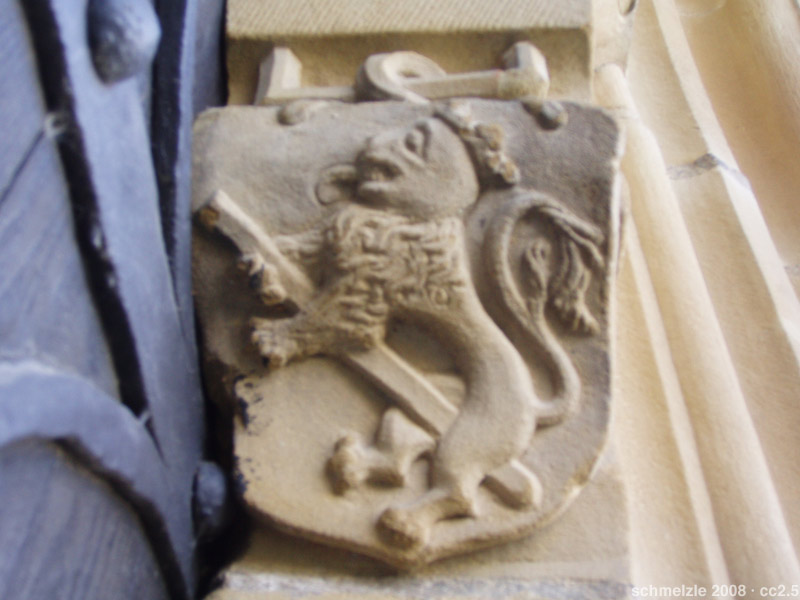
Wappen Neuhaus

### Westportal

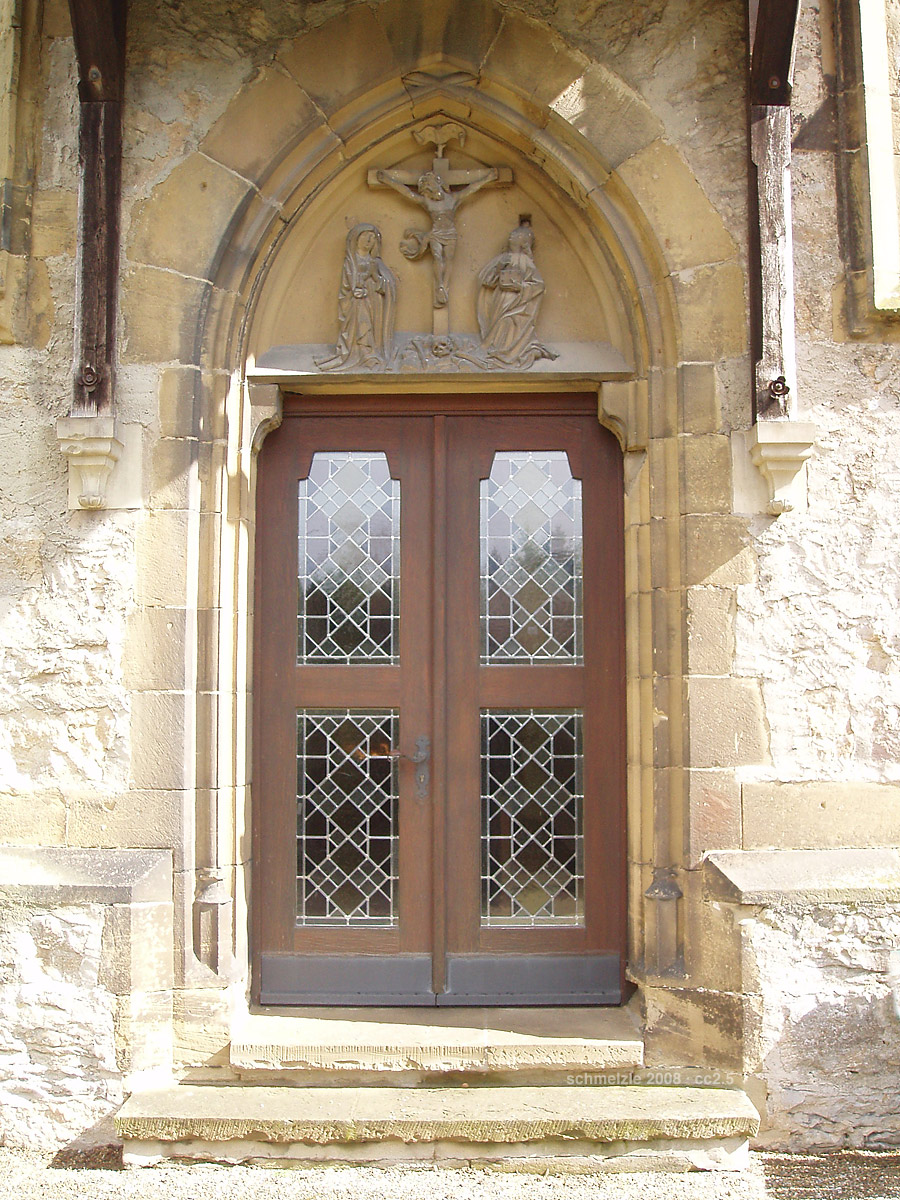
Westportal

In der westlichen Giebelseite befindet sich ein weiteres von einem Tympanon bekröntes Portal. Es ist einfacher gestaltet als das Nordportal und wird derselben Werkstatt zugeschrieben. Das Tympanon zeigt eine Kreuzigungsszene, die Wappen an den Konsolen des Türsturzes sind die derer von Venningen und derer von Nippenburg. Ein drittes, jedoch schmuckloses Portal befand sich an der Südseite der Kirche und wurde zu einem Fenster der Seitenkapelle umgebaut.

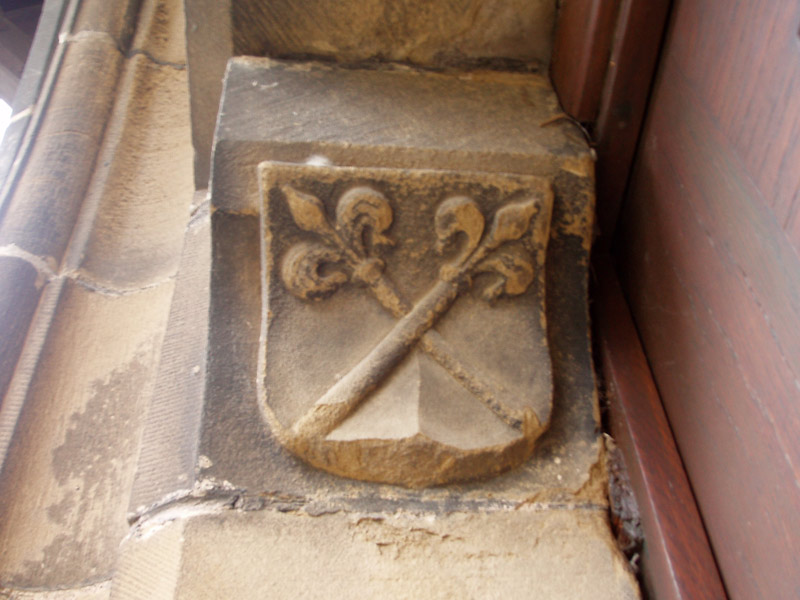
Wappen Venningen
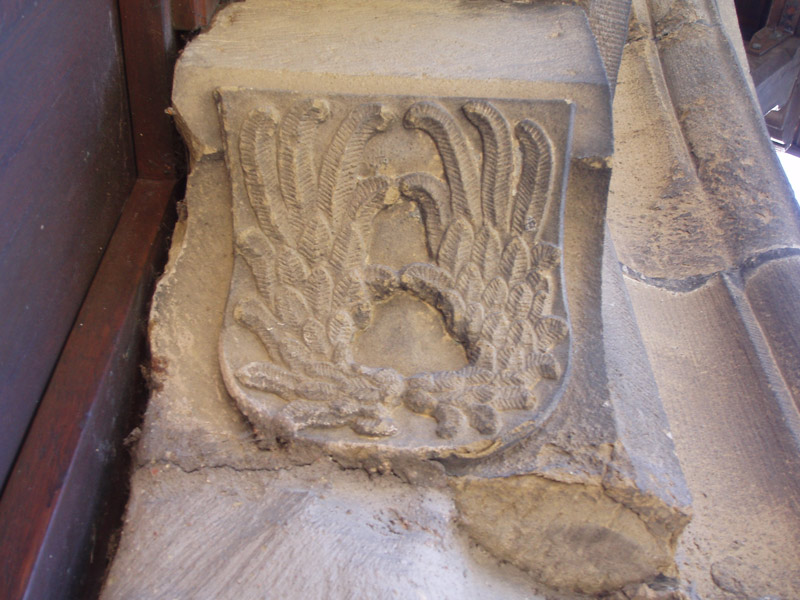
Wappen Nippenburg

### Fresken

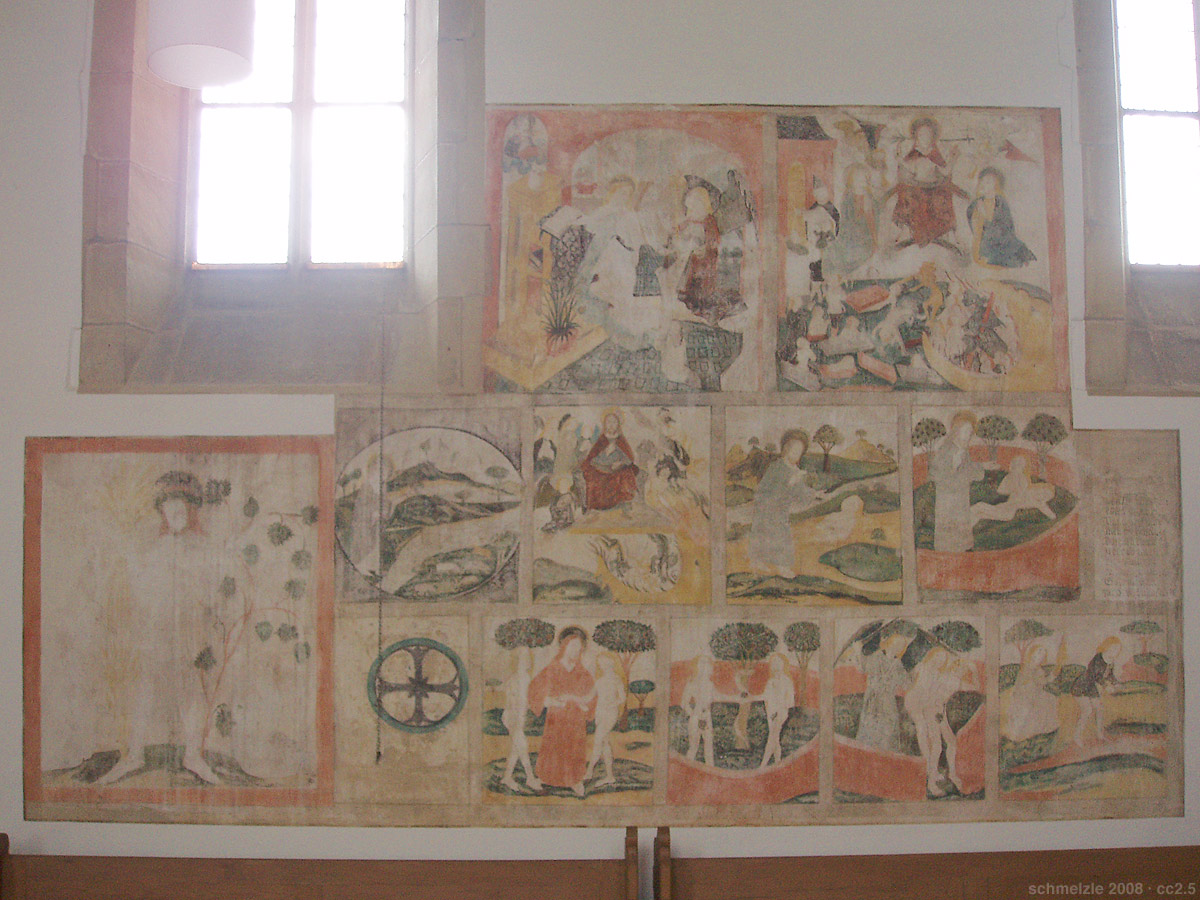
Fresken der Südwand

Neben Weihekreuzen an verschiedenen Wänden haben sich im Inneren der Kirche an der Südwand Fresken aus dem 15. Jahrhundert erhalten. Die Fresken waren lange Zeit übermalt. Die Inschriften und Details sind nur noch fragmentarisch zu erkennen. Über der Kanzel ist eine Darstellung der Heiligen Sippe zu sehen, darunter befindet sich eine Kreuzigungsszene. In der Mitte der Südwand ist eine Gruppe von Bildern erhalten: links Christus zwischen Ähren und Trauben, oben Mariä Verkündigung und das Weltgericht, darunter in acht Bildern die christliche Schöpfungsgeschichte von der Erschaffung der Tiere über den Sturz der bösen Engel, Erschaffung des Adam und der Eva, deren Zusammenführung durch Gottvater, den Sündenfall und die Vertreibung aus dem Paradies bis hin zum letzten Bild, das Adam und Eva bei der Feldarbeit zeigt. Ein einzelnes Bild weiter rechts stellt den Heiligen Jodocus umrahmt von Engel, Ritter und Stiftern dar.

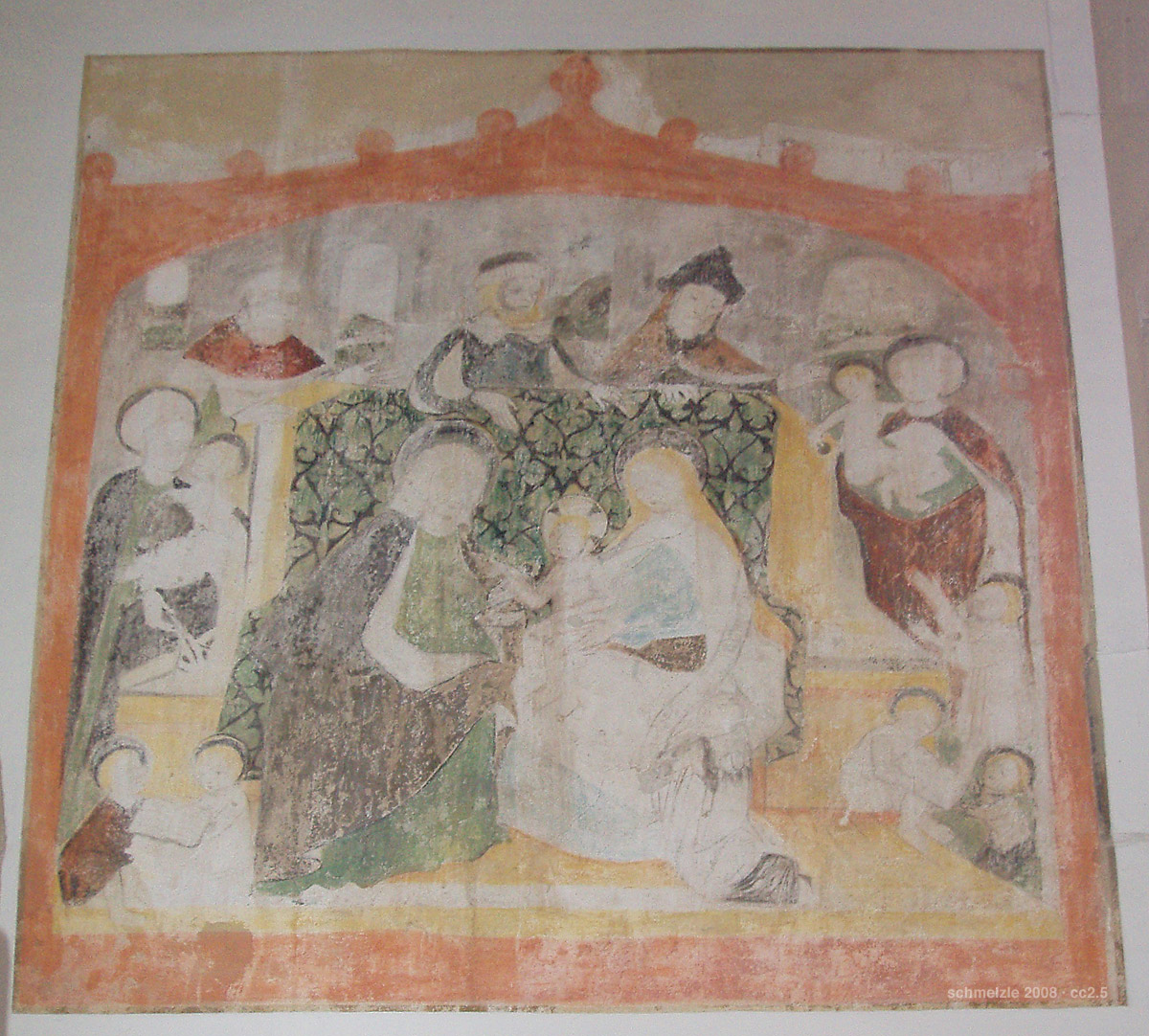
Heilige Sippe
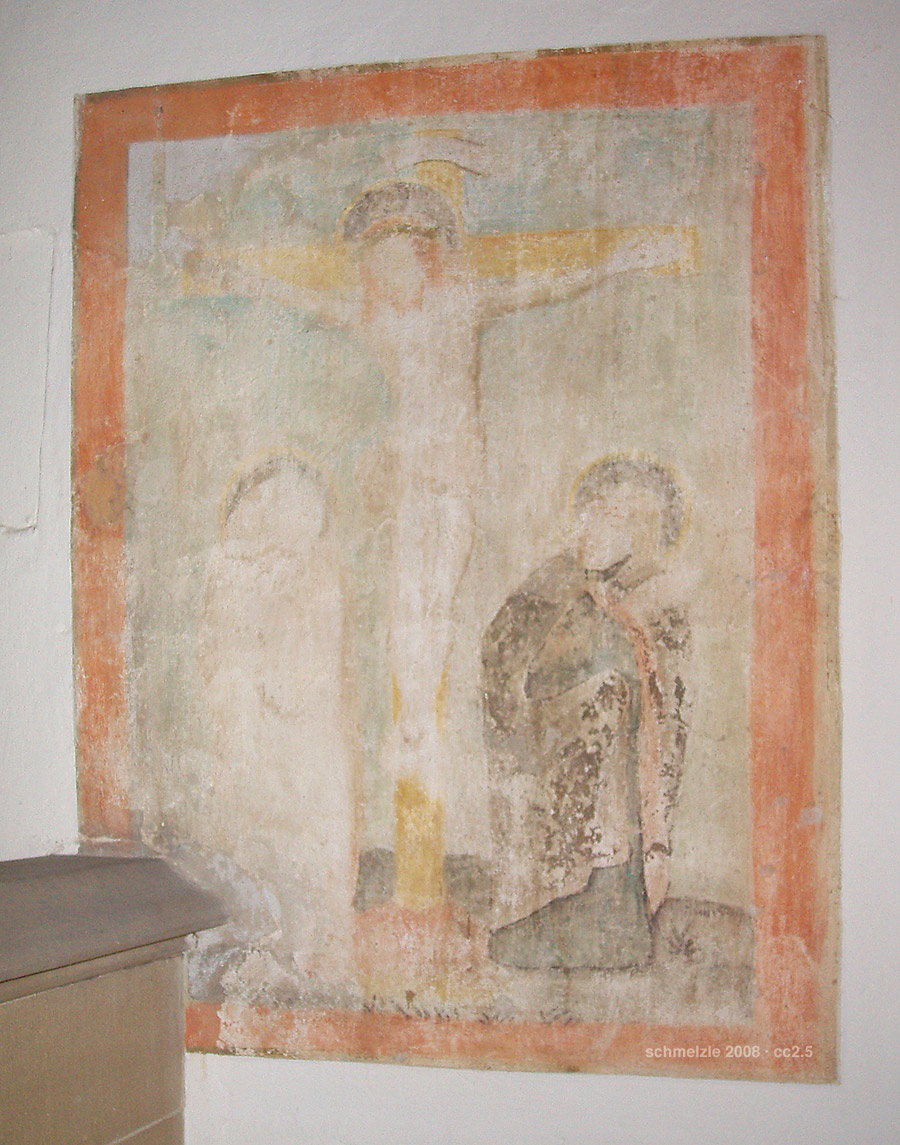
Kreuzigungsszene
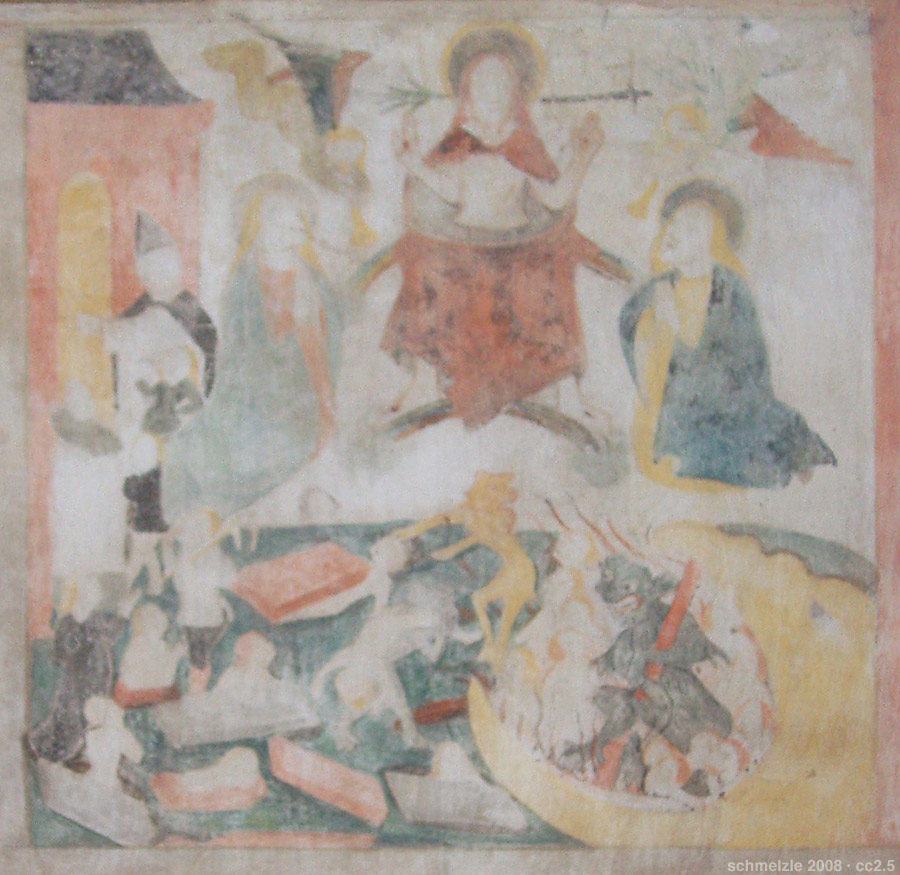
Weltgericht
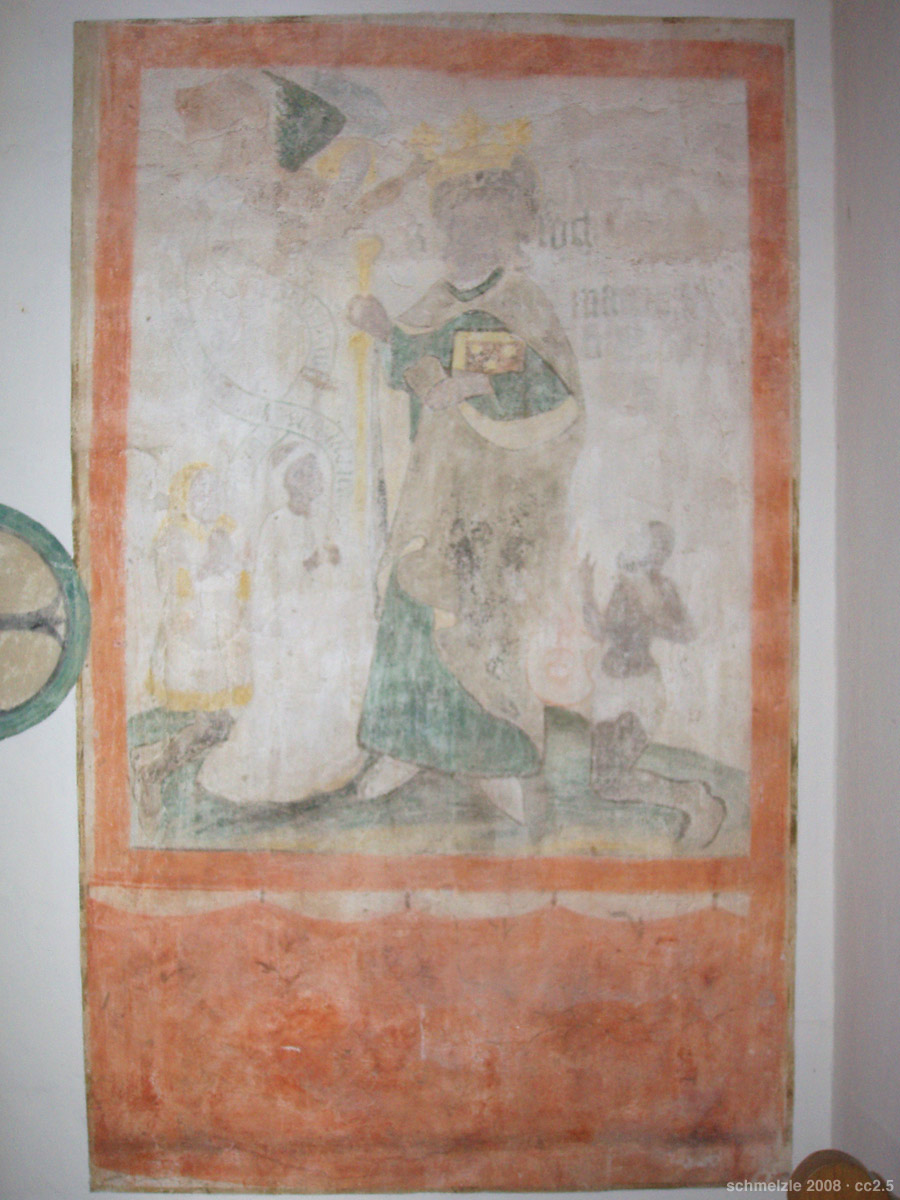
Hl. Jodocus
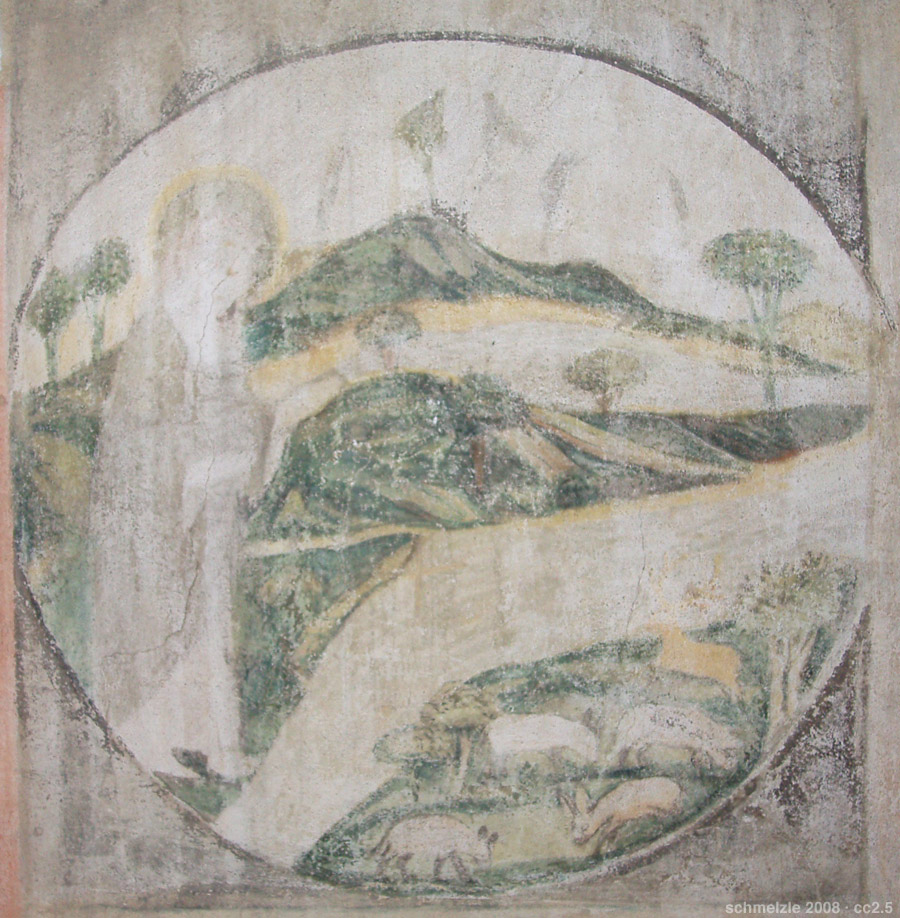
Schöpfungsgeschichte, Erschaffung der Tiere
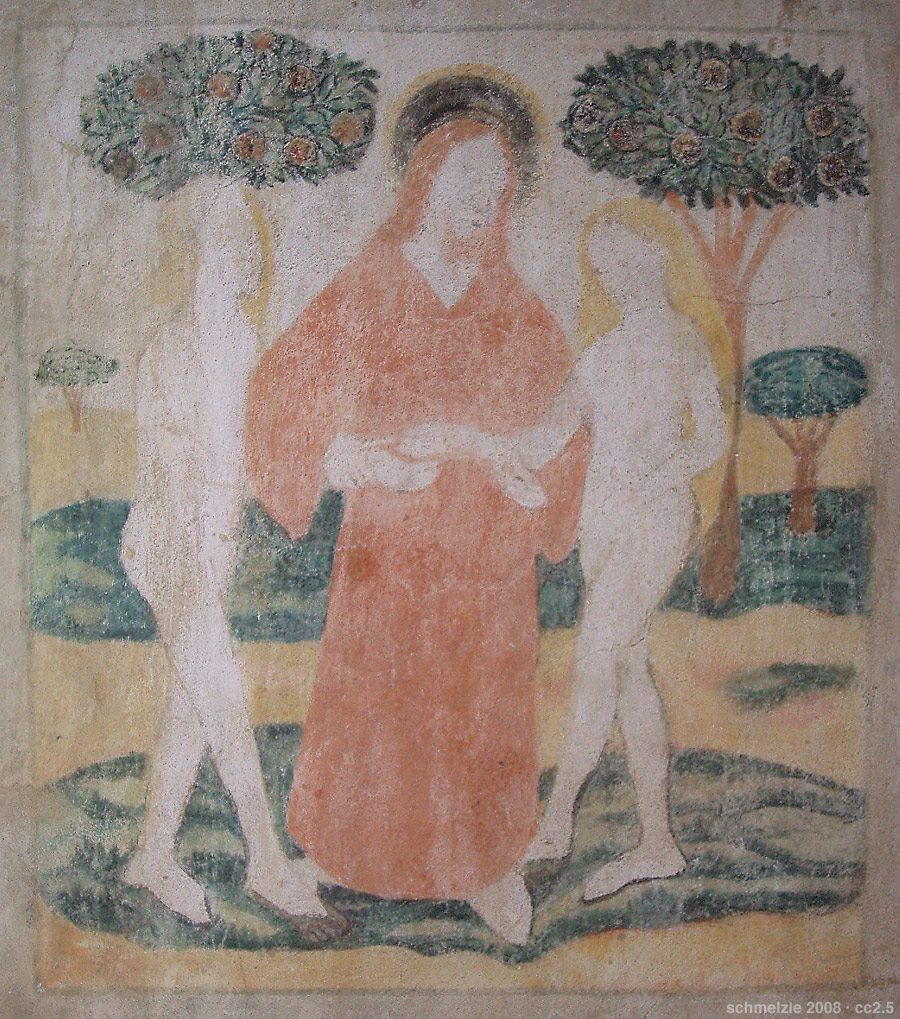
Schöpfungsgeschichte, Zusammenführung von Adam und Eva
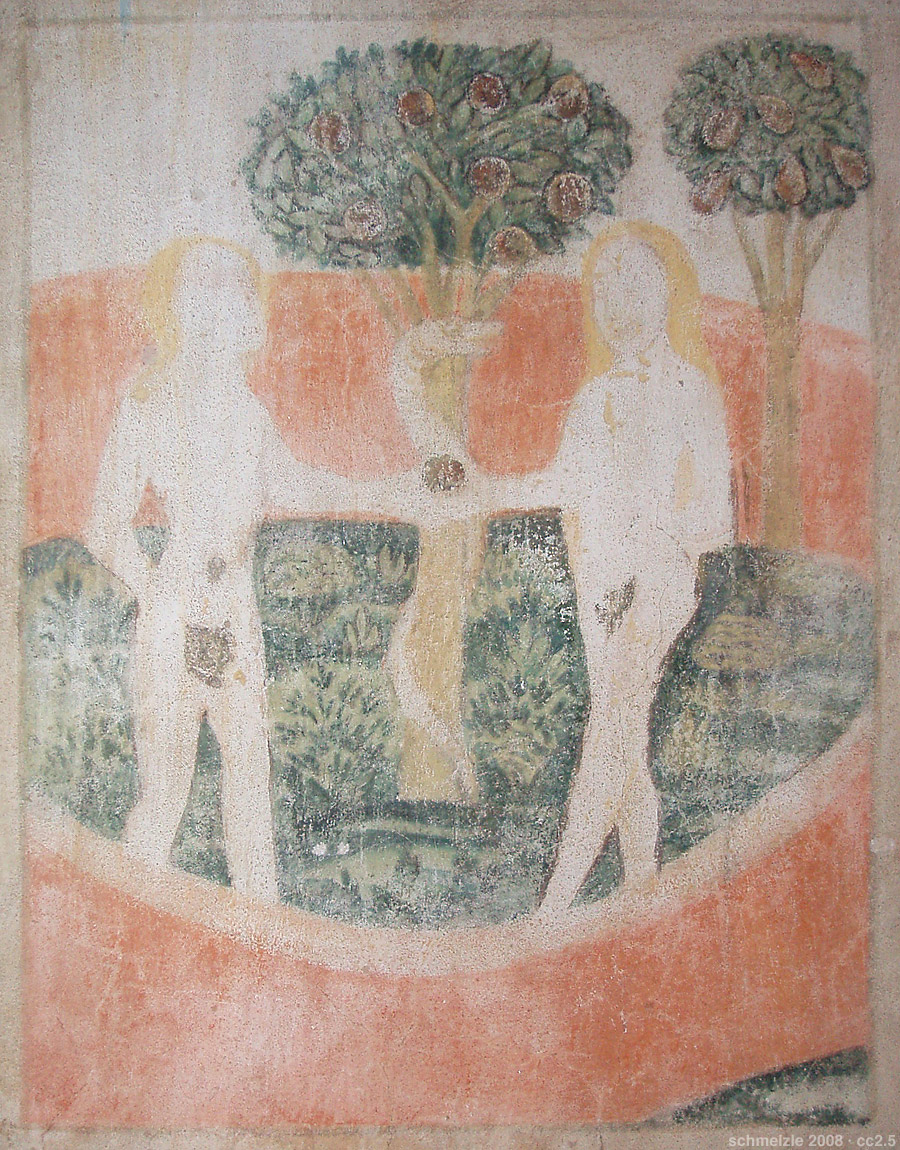
Schöpfungsgeschichte, Sündenfall
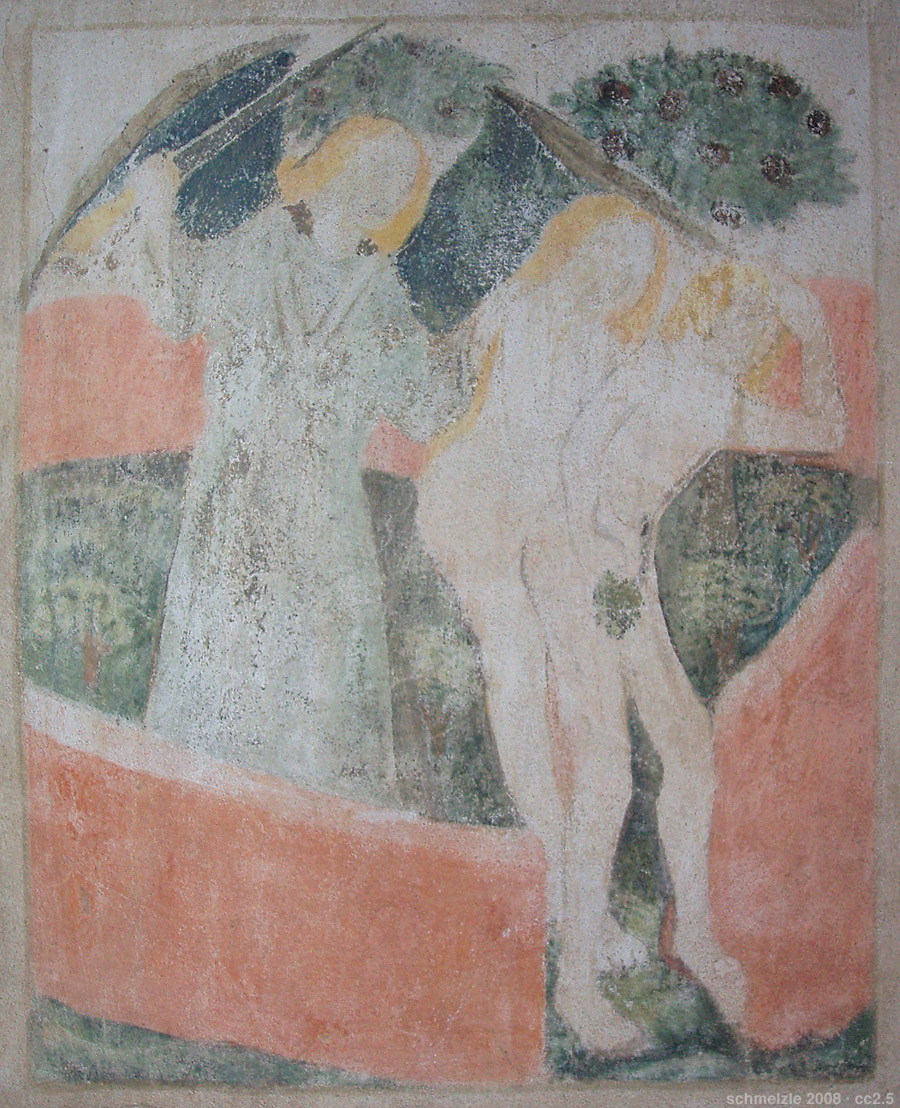
Schöpfungsgeschichte, Vertreibung aus dem Paradies